# Бломберг, Зигфрид
Зигфрид Бломберг (нем.  Siegfried von Blomberg, лат.  Suihardus a Blomberg; скончался 30 июня 1374 года в Авиньоне) — рижский архиепископ с 1370 по 1374 годы. Его предшественником был активный архиепископ Фромхольд Фюнфгаузен, который вёл долгие споры с Ливонским орденом за возвращение былого могущества и реституцию территорий, утраченных в ходе войн.

## Посредничество в решении спора с орденом
По всей видимости, Зигфрид происходит из дворянской семьи, мигрировавшей из вестфальского населённого пункта Бломберг (в котором у семьи имелись родовые владения) и обосновавшейся в Дерпте. Известно, что в 1331 году в дерптский рат был кооптирован советник, который носил такую фамилию; возможно, он являлся его родственником. Судя по всему, в Дерпте представители этого знатного рода пользовались экономическим влиянием и к их мнению прислушивались на уровне городского совета. Также члены семьи Бломберг обосновались и в Риге. В 1360 году зафиксировано первое документальное упоминание личности Зигфрида фон Бломберга в качестве члена домского капитула в соборе Святой Марии. В конце 1360 года в ходе очередной тяжбы против орденской администрации в Терра Мариана Зигрфрид сопровождал тогдашнего рижского архиепископа Фромхольда Фюнфгаузена в его поездке в Рим в поисках папского посредничества в урегулировании сложного территориального вопроса и разделения сфер влияния в Риге. Несмотря на то, что Иннокентий VI подтвердил, что архиепископ наделён всей полнотой духовной и светской власти в Ливонии, орден имел реальный перевес в силе и не собирался отступать. Рижский рат также воспрепятствовал такому решению и выступил против возможного притеснения ордена, который на тот момент вошёл в число близких экономических партнёров магистрата.

## Вступление в должность
Ещё долго Фромхольд искал справедливости в разрешении спора, обращаясь при посредничестве Зигфрида к помощи великого магистра Тевтонского ордена Винриху фон Книпроде, который созвал собрание в Данциге с участием епископов Земли Марианской, представителей европейских королей и представителей ордена, но его итог не удовлетворил притязания Фромхольда, который отправился в Рим, где скончался 28 декабря 1369 года. Таким образом, пост архиепископа Риги стал вакантным. Впоследствии папа Урбан V решил назначить близкого соратника Фромхольда на должность архиепископа Риги, что и было сделано 11 февраля 1370 года. В этот день Зигфрид вступил в должность.

## Противники
На этом посту Зигфрид продолжал политику своего предшественника по отношению к орденскому доминированию в Прибалтике. Оставаясь в составе курии, он был непримиримым противником магистра ордена Вильгельма фон Фриммерсхейма. На стороне магистра Вильгельма выступили также настоятели цистерцианских монастырей в Падизе и Фалькенау. Неожиданно на стороне магистра оказался ревельский епископ Людвиг фон Мюнстер, который имел торговые сношения с орденскими представителями и не желал терять дивиденды. Магистра Вильгельма поддержало и руководство Ревеля в лице магистрата, отрицательно воспринявшего стремление Бломберга восстановить баланс и поднять уровень престижа архиепископской власти. Зигфрид Бломберг осознал, что проиграл этот этап дипломатической войны и затаил обиду.

## Реформирование устава капитула; «война одежд»
В 1373 году архиепископ Бломберг издал указ, согласно которому все представители подчинённого ему духовенства (члены рижского Домского собора) носили одежды чёрного цвета по аналогии с членами ордена августинцев. Религиозные деятели ордена носили белые плащи, у которых отличительным знаком было изображение чёрного креста на спине. Решение Бломберга нашло поддержку в Авиньоне, где папа Григорий XI подтвердил указ 10 октября 1373 года. Закон об одеждах отсылал к 1210 году, когда было принято решение, что члены капитула должны носить одежду белого цвета по аналогии с одеяниями членов ордена регулярных каноников-премонстрантов. Однако по новому указу членам капитула предписывалось носить чёрные одеяния, ориентируясь на августинцев. В целом Зигфрид стремился реформировать свой конвент с премонстрантского на августинский. Также были одобрены поправки к уставу Домского капитула, приписывавшие вести более строгий образ жизни и накладывавший больше ограничений на каноников. В то же время он решил повысить доходы для членов капитула от церковных бенефициев. Надежды Зигфрида на то, что повышение пребенды для каноников сможет повысить его политическое влияние среди значимых вассальных семей Ливонии, не оправдались. Многие члены Братства Христова посчитали решение Зигфрида Бломберга неприемлемым и даже угрожали начать военные действия. Однако все члены конвента, подчинённые Бломбергу, оставались в чёрных одеяниях до 1394 года, когда все домские каноники Риги официально оказались в подчинении у ордена.
Понимая, что улучшение отношений с Ливонским орденом вряд ли возможно, а улучшить собственный политический статус тоже, скорее всего, не удастся, Зигфрид принял решение не выезжать в Ливонию и оставаться в Авиньоне, где он скончался в 1374 году. Его тело было погребено в доминиканском монастыре.